# Konopkivka, Terebovlea
Konopkivka (în ucraineană Конопківка) este un sat în așezarea urbană Mîkulînți din raionul Terebovlea, regiunea Ternopil, Ucraina.

## Demografie
Componența lingvistică a localității Konopkivka
     Ucraineană (99,42%)
     Alte limbi (0,58%)
Conform recensământului din 2001, majoritatea populației localității Konopkivka era vorbitoare de ucraineană (99,42%), existând în minoritate și vorbitori de alte limbi.